# All-Time Greatest Hits
All-Time Greatest Hits es un álbum de grandes éxitos del trío vocal estadounidense The Lettermen. Fue publicado en enero de 1974 a través de Capitol Records.

## Recepción de la crítica
Un escritor no especificado de la revista Record World describió All-Time Greatest Hits como “una galaxia de éxitos de este veterano grupo MOR. Todos estos recuerdos de tiempos pasados son un placer para los oídos”. Un escritor no especificado de la revista Billboard indicó que All-Time Greatest Hits “lleva al oyente a un viaje a través de los sonidos cambiantes de la música pop. Y al hacerlo, se escucha cómo el trío ha logrado mantener su posición como líder del MOR. Desde el simple «Put Your Head on My Shoulder« hasta la combinación más compleja de «Goin' Out of My Head/Can't Take My Eyes Off You», la hermosa estructura armónica del trío es una experiencia auditiva encantadora”.

## Lista de canciones
| Lado uno |                                                   |                                                           |                       |          |  |
| N.º      | Título                                            | Escritor(es)                                              | Productor (es)        | Duración |  |
| 1.       | «Goin' Out of My Head/Can't Take My Eyes Off You» | Teddy Randazzo Bobby Weinstein Bob Crewe Bob Gaudio       | Kelly Gordon          | 3:06     |  |
| 2.       | «When I Fall in Love»                             | Victor Young Edward Heyman                                | Nick Venet            | 2:26     |  |
| 3.       | «Put Your Head on My Shoulder»                    | Paul Anka                                                 | Al DeLory             | 2:35     |  |
| 4.       | «Love»                                            | John Lennon                                               | The Lettermen Ed Cobb | 3:17     |  |
| 5.       | «Traces/Memories»                                 | Buddy Buie J. R. Cobb Emory Gordy Billy Strange Mac Davis | Al DeLory             | 2:55     |  |

| Lado dos |                               |                                                  |                |          |  |
| N.º      | Título                        | Escritor(es)                                     | Productor (es) | Duración |  |
| 1.       | «Hurt So Bad»                 | Randazzo Bobby Hart Weinstein                    | Al DeLory      | 2:19     |  |
| 2.       | «Theme from “A Summer Place”» | Max Steiner Mack Discant                         | Steve Douglas  | 1:59     |  |
| 3.       | «Shangri-La»                  | Matty Malneck Robert Maxwell Carl Sigman         | Al DeLory      | 2:32     |  |
| 4.       | «The Way You Look Tonight»    | Jerome Kern Dorothy Fields                       | Nick Venet     | 2:20     |  |
| 5.       | «I Believe»                   | Ervin Drake Irvin Graham Jimmy Shirl Al Stillman | Kelly Gordon   | 2:13     |  |

## Posicionamiento
| Gráfica (1974)                            | Pico de posición |
| ----------------------------------------- | ---------------- |
| Estados Unidos (Billboard Top LPs & Tape) | 186              |
| Estados Unidos (Cash Box Top 100 Albums)  | 139              |